# Władysławowo
Władysławowo (kašubsky Wiôlgô Wies, německy Großendorf) je město v severním Polsku v Pomořském vojvodství v okrese Puck v městské gmině Władysławowo, ležící na pobřeží Baltského moře. V roce 2023 zde žilo 9 295 obyvatel, rozloha města je 13,7 km². Na jeho jihovýchodním okraji začíná Helská kosa.

## Městský znak
Hlavní štít je rozdělen na dvě části zídkou se dvěma věžičkami z bílých cihel. Písmeno W s korunou v horní části odkazuje na krále Vladislava IV., po němž je město pojmenováno. V dolní části je losos zachycený v síti – symbol rybářského charakteru města. 
Hlavní štít měl od roku 1973, kdy byla schválena první verze znaku, bílé pozadí. Současná podoba městského znaku je platná od 16. února 1996. Barva pozadí hlavního štítu se změnila na modrou, byli přidáni také dva gryfové, kteří drží štít. Spojeni jsou bílou stuhou, která nese nápis v kašubštině Më trzimómë z Bògã (Věříme v Boha). Nad hlavním štítem je stylizovaná koruna z červených cihel.

## Historie
První zmínka o kašubské vesnici Vela Vas pochází z roku 1284. Po prvním dělení Polska v roce 1772 připadla oblast Prusku. Po první světové válce, kdy došlo k obnovení suverénního polského státu, připadlo město s okolím v roce 1918 Druhé polské republice. 
Władysławowo se do roku 1938 jmenovalo Wielka Wieś. Přejmenováno bylo na počest krále Vladislava IV. Během druhé světové války bylo obsazeno německou Třetí říší. Osvobozeno bylo Rudou armádou 13. března 1945. I po změně hranic v důsledku jaltské konference zůstalo na území Polska. Dne 1. ledna 1952 byla vytvořena obec (gmina) Władysławowo. Vznikla spojením tehdejších sídel Wielka Wieś, Hallerowo a přístavní osady.
Władysławowo obdrželo městská práva 30. června 1963. Tehdy se jeho součástí staly Chłapowo, Ostrowo, Karwia, Tupadły, Chałupy a Jastrzębia Góra. Město náleží k Pomořskému vojvodství od roku 1999, předtím náleželo ke Gdaňskému vojvodství.
Od prosince 2004 působí ve městě jediná rozhlasová stanice vysílající v kašubštině – Radio Kaszëbë.

## Obyvatelstvo
| Rok            | 1907 | 1931 | 1954  | 1960  | 1970  | 1975  | 1980   | 2004   | 2007   |
| -------------- | ---- | ---- | ----- | ----- | ----- | ----- | ------ | ------ | ------ |
| Počet obyvatel | 500  | 730  | 2 200 | 3 900 | 7 900 | 9 200 | 10 600 | 10 000 | 15 000 |

Samotné město Władysławowo má okolo 10 200 obyvatel.

## Administrativní části
| Polský název    | Kašubský název  | Německý název |
| --------------- | --------------- | ------------- |
| Cetniewo        | Cétniéwò        | Cettnau       |
| Chałupy         | Chalëpë         | Ceynowa       |
| Chłapowo        | Chłapòwò        | Chlapau       |
| Jastrzębia Góra | Jastrzãbiô Góra | Habichtsberg  |
| Karwia          | Karwiò          | Karwen        |
| Ostrowo         | Òstrowò         | Ostrau        |
| Poczernino      | Pòczerznino     | Hohensee      |
| Rozewie         | Blëza           | Rixhöft       |
| Sosnowo         | Sòsnòwò         |               |
| Szotland        | Wiôlgô Wies     | Schottland    |
| Tupadły         | Tëpadła         | Tupadel       |
| Władysławowo    | Wiôlgô Wies     | Großendorf    |

## Doprava

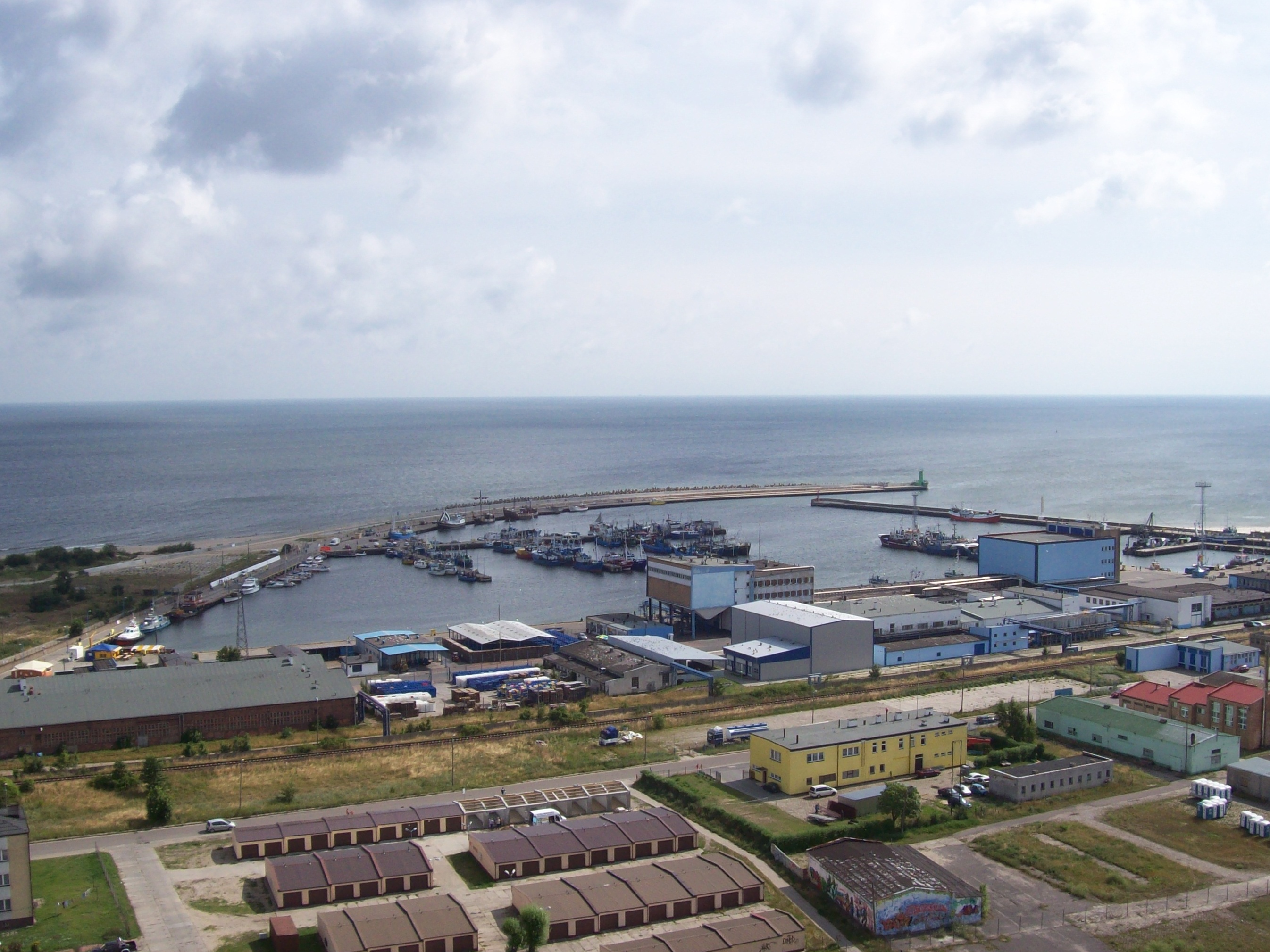
Přístav

Město leží na křižovatce silnic číslo 215 a 216. 

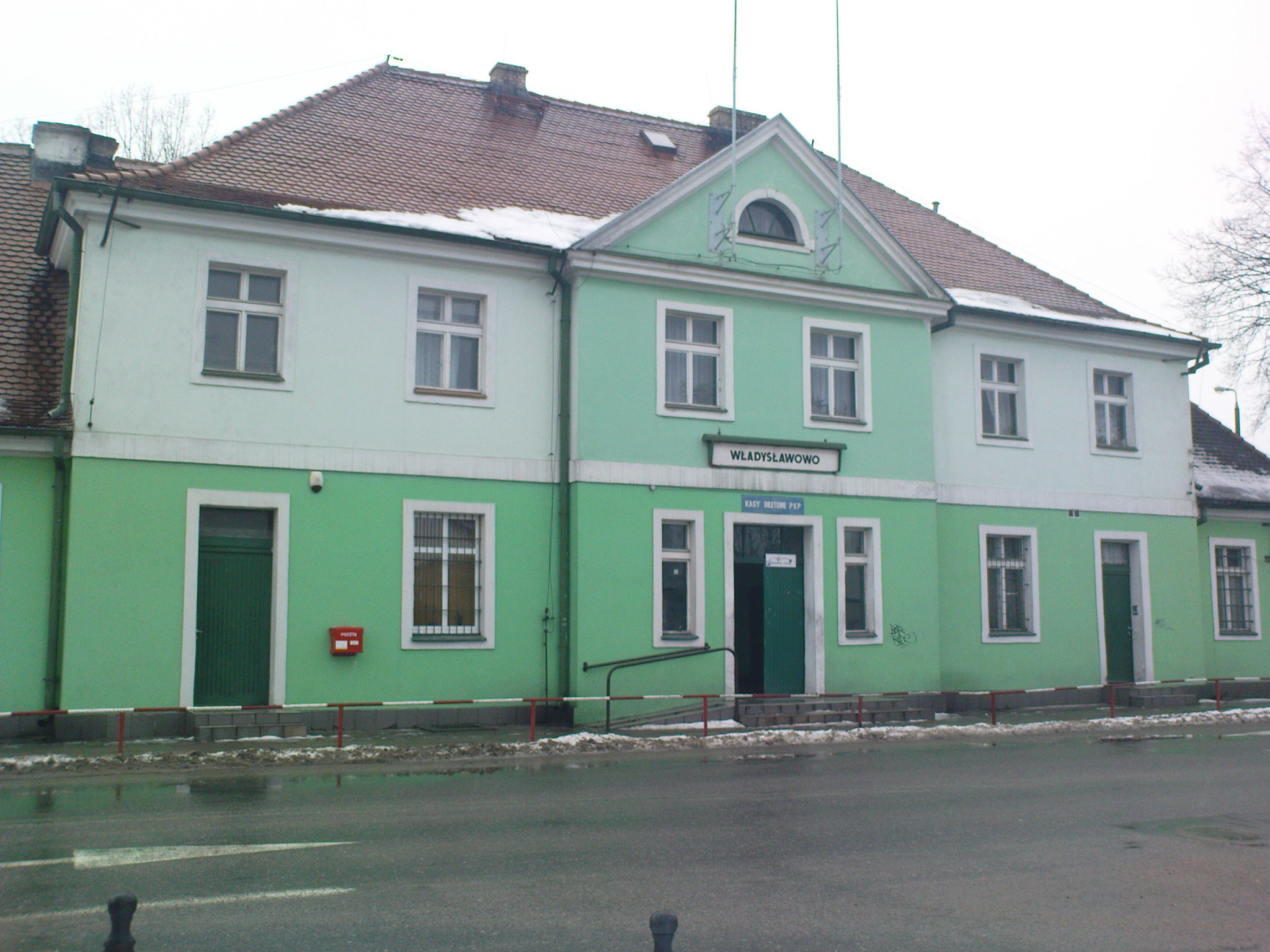
Železniční nádraží PKP Władysławowo

Železniční spojení bylo zprovozněno v roce 1922. Ve městě jsou dvě stanice polských železnic PKP: Władysławowo a Władysławowo-Port. 
V letech 1936 až 1938 byl vybudován přístav, otevřen byl 3. května 1938. Jedná se o jeden z nejvýznamnějších polských rybářských přístavů, pokud jde o množství vylovených ryb i počet rybářských plavidel. Přístav je také výchozím bodem pro lodní dopravu do Skandinávie, Litvy a Lotyšska. V letních měsících z něj rovněž vyplouvají výletní lodě.

## Významné objekty

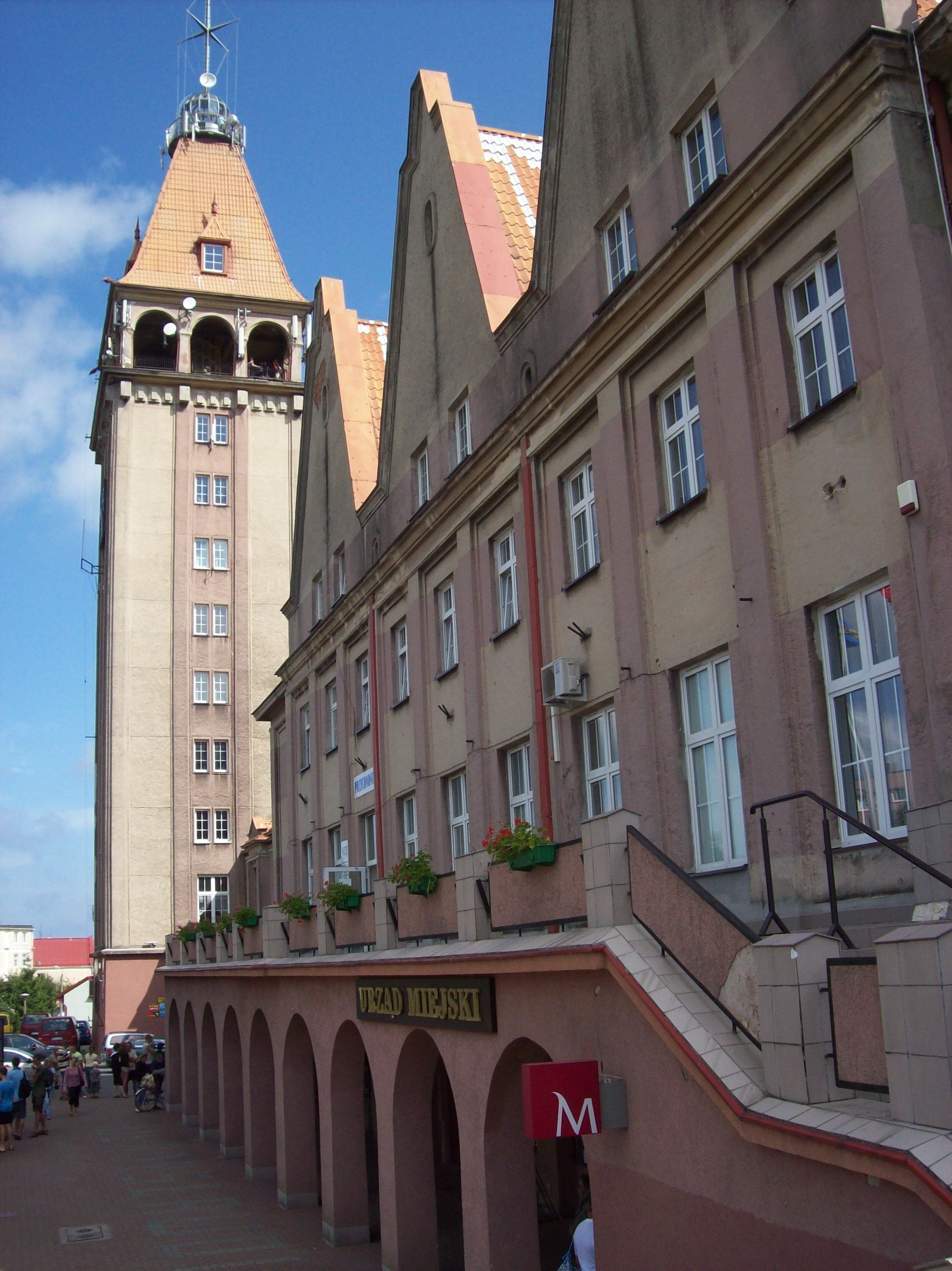
Dom Rybaka - sídlo městského úřadu

- Ve městě je pláž široká 200 m s 12 střeženými úseky.
- Ve vile, kterou kdysi obýval generál Józef Haller, je dnes muzeum Hallerówka.
- V roce 2006 byl zprovozněn Lunapark Sowiński. Mimo další atrakce je jeho součástí největší horská dráha v Polsku.
- Městský úřad sídlí v budově zvané Dom Rybaka. Postavena byla v 50. letech 20. století jako rybářský hotel. Věž budovy dnes slouží jako rozhledna – nižší patro je ve výšce 45 m nad mořem, vyšší patro ve výšce 63 m nad mořem. Ve věži je také Muzeum motýlů.
- Asi 55 kilometrů od pobřeží se v hloubce 85 m pod hladinou nachází vrak nedokončené nacistické letedlové lodi Graff Zepelin

## Fotogalerie

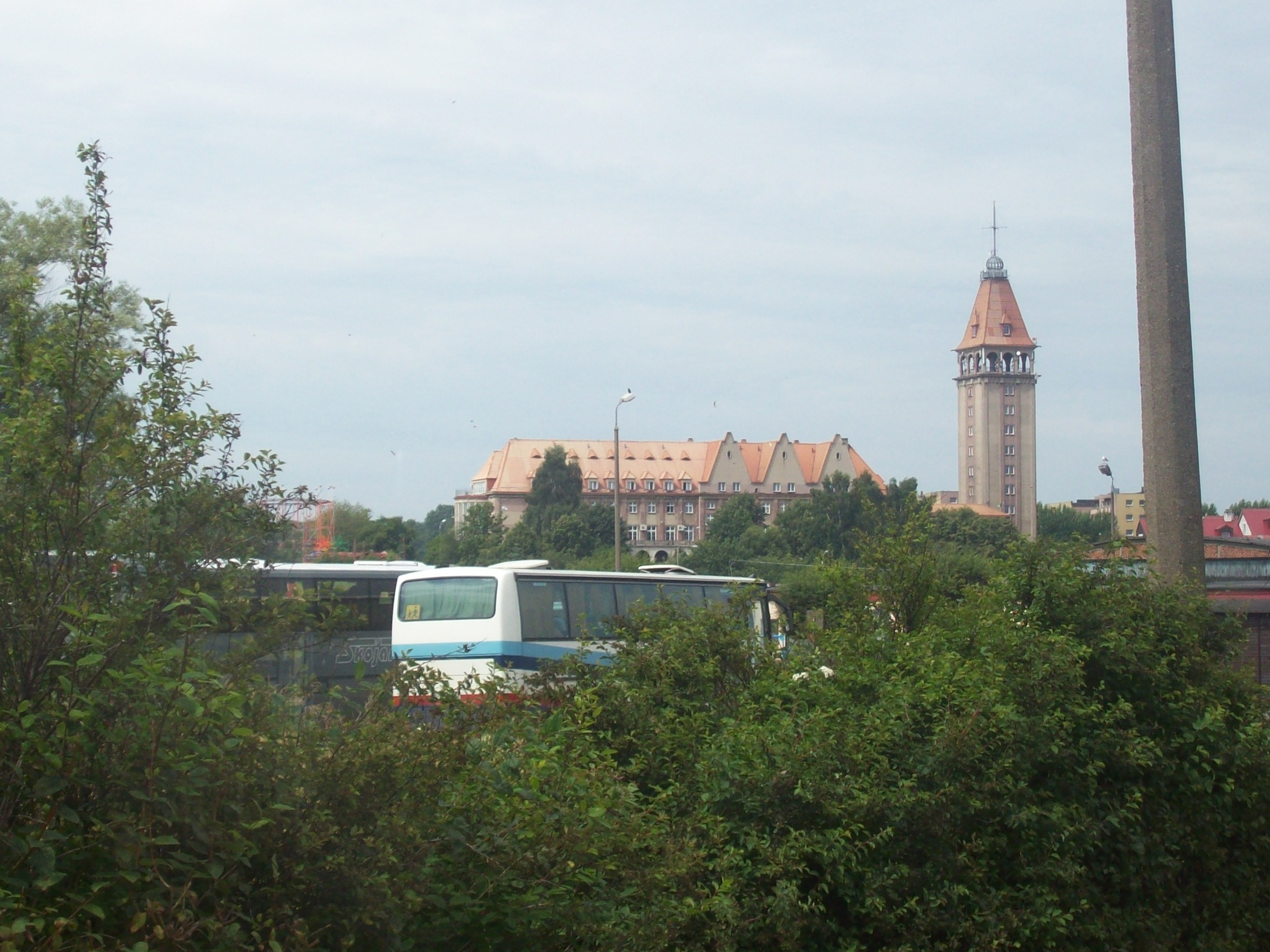
Władysławowo
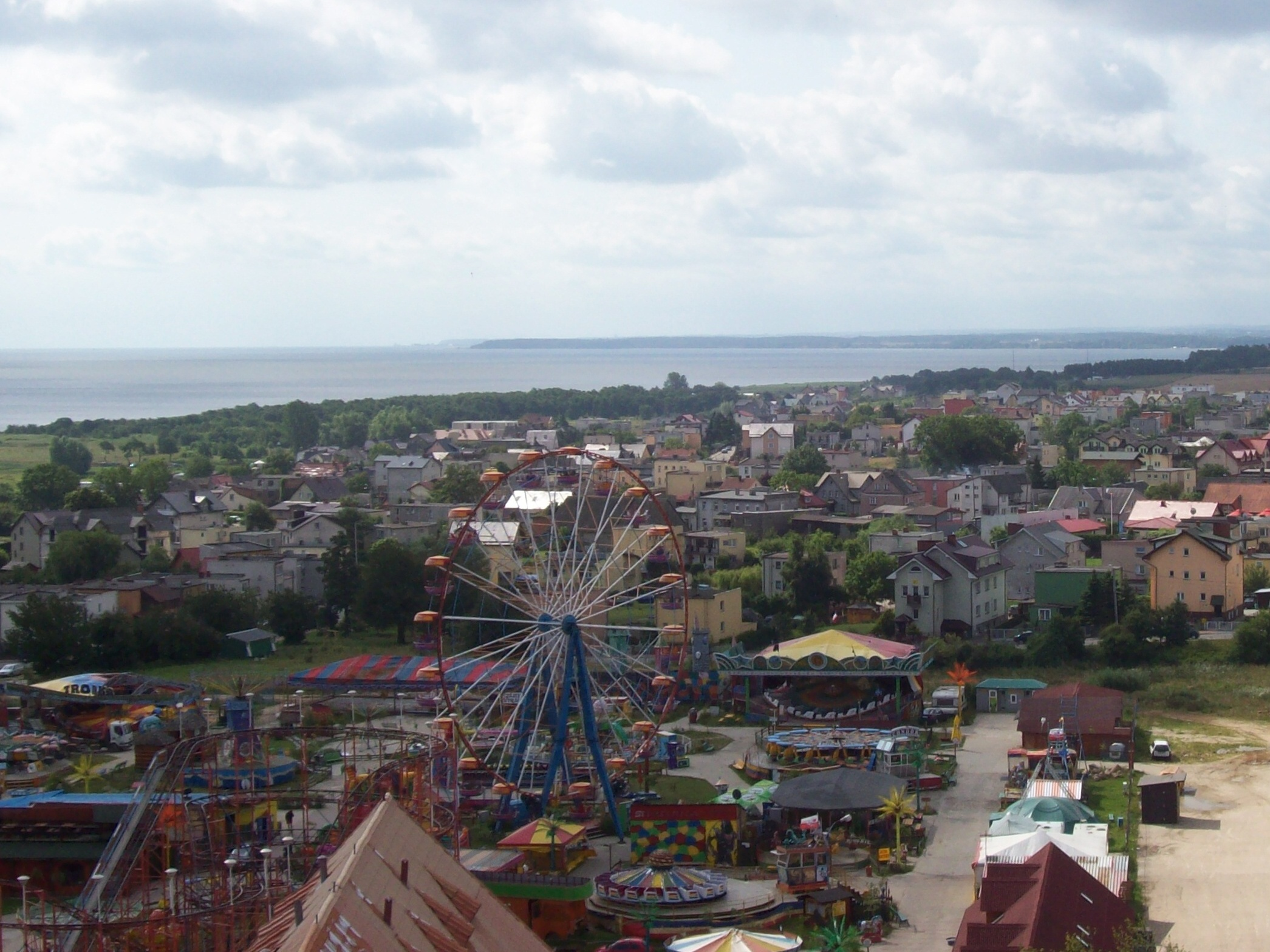
Lunapark Sowiński
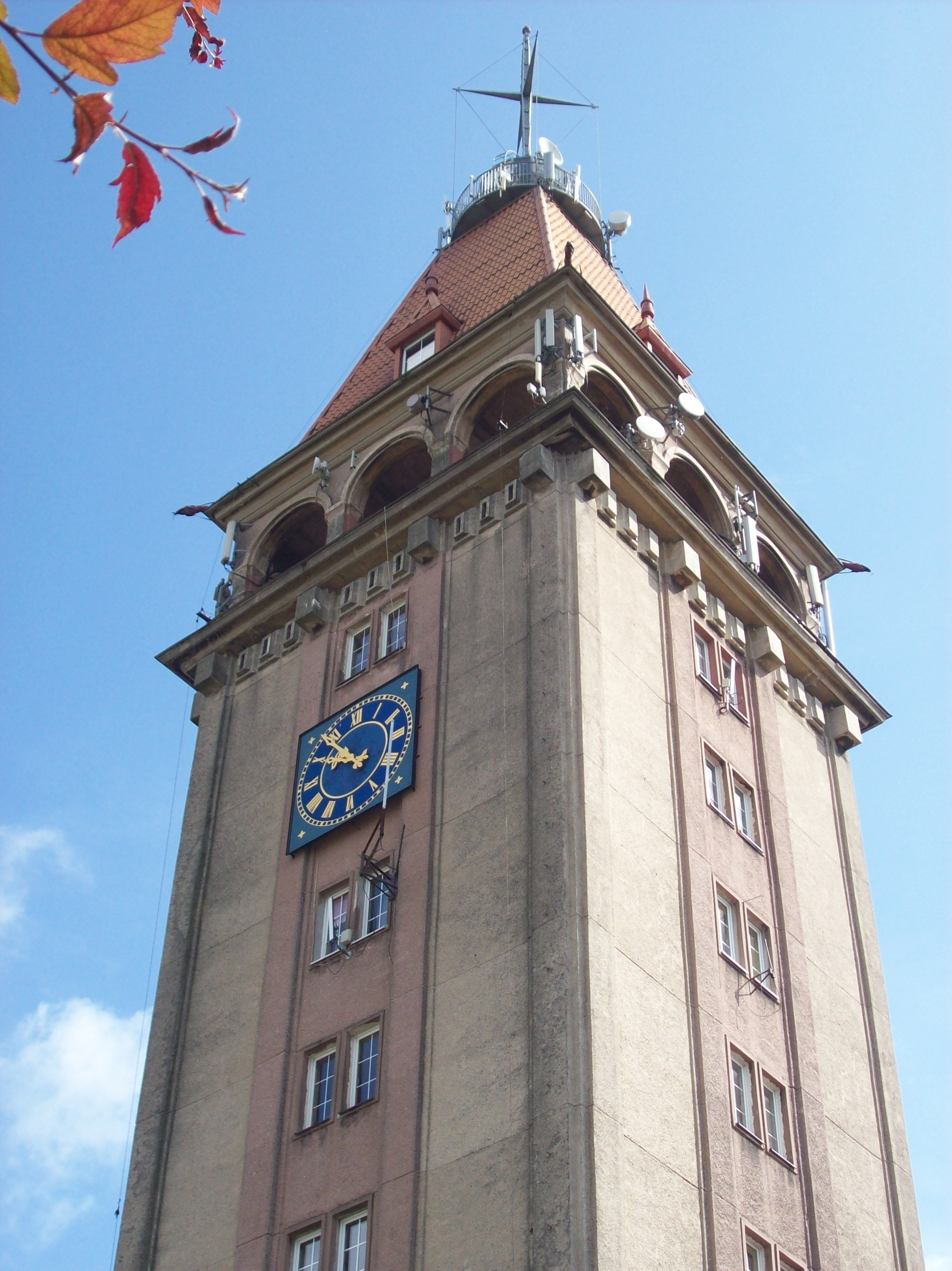
Dom Rybaka - věž
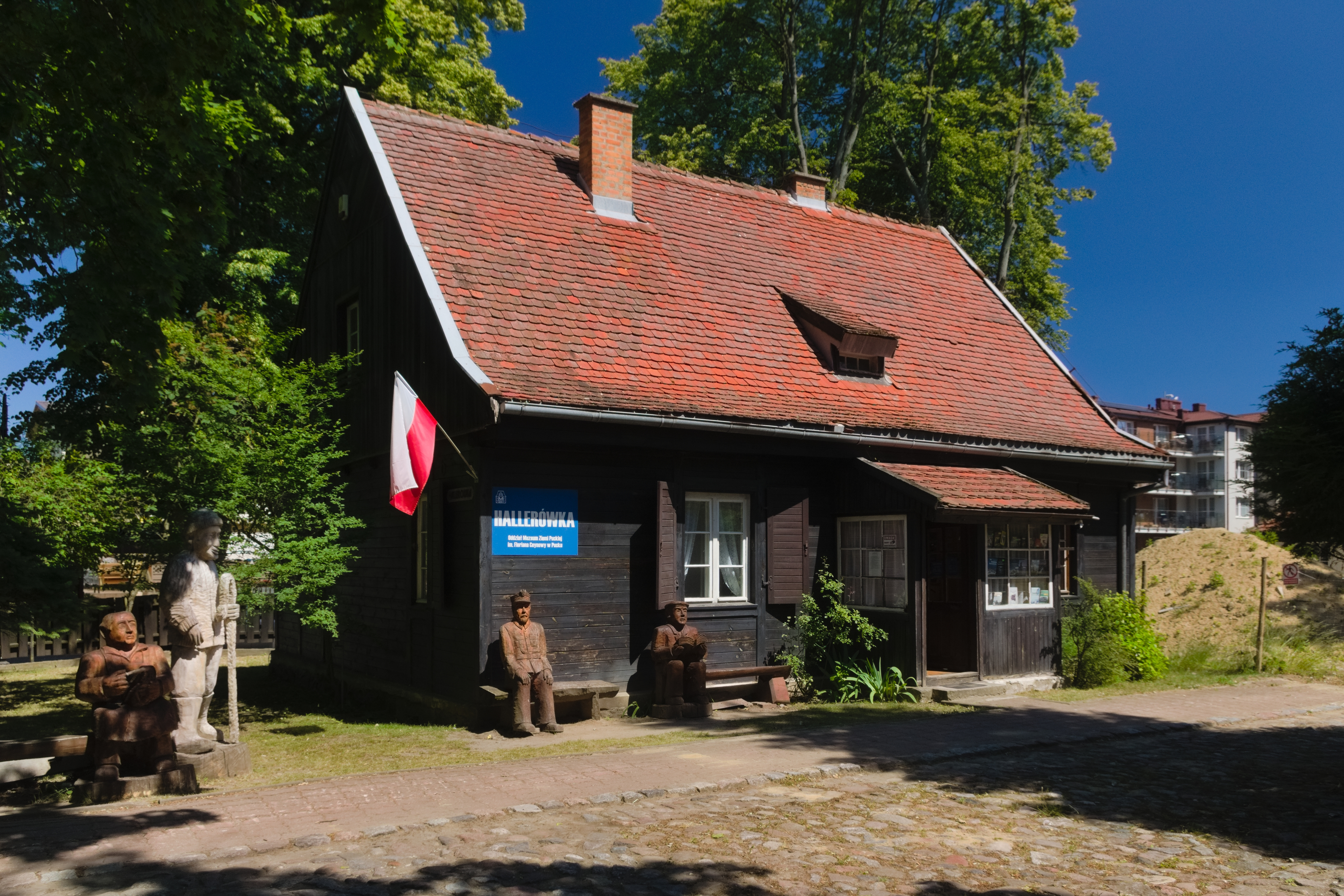
Hallerówka